# منتخب الهند لكأس ديفيز
منتخب الهند لكأس ديفيز (بالإنجليزية: India Davis Cup team)‏ هو ممثل الهند الرسمي في كرة المضرب في كأس ديفيز.